# 2007 год в спорте
Список 2007 год в спорте описывает спортивные события, произошедшие в 2007 году.

## События

### Январь
- 5: Теннис — Россия выиграла Кубок Хопмана, обыграв в финале Испанию с общим счётом 2:1.
- 5: Хоккей — Канада в третий раз подряд одержала победу на молодёжном чемпионате мира, обыграв в финале Россию 4:2.
- 7: Прыжки с трамплина — Андерс Якобсен выиграл Турне четырёх трамплинов.
- 7: Лыжи — Тобиас Ангерер и Вирпи Куйтунен стали победителями Тур де Ски
- 11: Футбол — Дэвид Бекхэм объявил о том, что продолжит свою карьеру в американском клубе Лос-Анджелес Гэлакси.
- 26: Футбол — Мишель Платини был выбран новым президентом УЕФА.

### Февраль
- 2: Футбол — В результате беспорядков после матча серии А погиб один полицейский.
- 5: Американский футбол — Команда «Индианаполис Колтс», обыграв «Чикаго Беарз» 29-17, стала победителем Супербоула XLI.
- 17: Футбол — «Интер» одержал 16-ю победу подряд в серии А, установив новый рекорд всех пяти самых престижных национальных первенств Европы.
- 20: Баскетбол — В результате беспорядков в Лас-Вегасе, после Матча всех звёзд НБА, четыре человека получили огнестрельные ранения, задержаны 362 человека.

## Соревнования

### Длительные
- 09.02—02.12: Теннис — Розыгрыш Кубка Дэвиса (Много стран)
- 18.03—21.10: Автоспорт — Сезон Формулы-1 (Много стран)
- 01.04—???: Бейсбол — Сезон МЛБ (США, Канада)
- 11.04—???: Хоккей — Плей-офф НХЛ (США, Канада)
- 21.04—???: Баскетбол — Плей-офф НБА (США, Канада)

### Однодневные
- 04.02: Американский футбол — Супербоул XLI (Майами, США)
- 16.05: Футбол — Финал Кубка УЕФА (Глазго, Шотландия)
- 23.05: Футбол — Финал Лиги чемпионов (Афины, Греция)
- 23.06: Хоккей с шайбой — Драфт НХЛ (Колумбус, США)
- 28.06: Баскетбол — Драфт НБА (Нью-Йорк, США)

### Январь
- 26.12.2006—05.01: Хоккей с шайбой — Чемпионат мира среди молодёжных команд (Мура и Лександ, Швеция)
- 30.12.2006—05.01: Теннис — Кубок Хопмана (Перт, Австралия)
- 06.01—21.01: Автоспорт — Ралли Дакар (много стран)
- 11.01—14.01: Хоккей с шайбой — Кубок европейских чемпионов (Санкт-Петербург, Россия)
- 14.01—20.01: Сноуборд — Чемпионат мира (Ароза, Швейцария)
- 15.01—28.01: Теннис — Открытый чемпионат Австралии (Мельбурн, Австралия)
- 17.01—27.01: Много видов — Зимняя универсиада (Турин, Италия)
- 19.01—04.02: Гандбол — Чемпионат мира среди мужчин (много городов, Германия)
- 22.01—04.02: Скелетон — Чемпионат мира (Санкт-Мориц, Швейцария)
- 22.01—04.02: Бобслей — Чемпионат мира (Санкт-Мориц, Швейцария)
- 23.01—24.01: Хоккей с шайбой — Матч всех звёзд НХЛ (Даллас, США)
- 23.01—28.01: Фигурное катание — Чемпионат Европы (Варшава, Польша)
- 28.01—04.02: Хоккей с мячом — Чемпионат мира (Кемерово, Россия)

### Февраль
- 02.02—11.02: Биатлон — Чемпионат мира (Антхольц, Италия)
- 02.02—18.02: Горные лыжи — Чемпионат мира (Оре, Швеция)
- 22.02—04.03: Лыжный спорт — Чемпионат мира (Саппоро, Япония)

### Март
- 02.03—04.03: Лёгкая атлетика — Чемпионат Европы в закрытых помещениях (Бирмингем, Великобритания)
- 09.03—11.03: Шорт-трек — Чемпионат мира (Милан, Италия)
- 15.03—24.03: Кёрлинг — Чемпионат мира среди женщин (Аомори, Япония)
- 12.10.2006—25.03: Хоккей с мячом — Чемпионат России
- 19.03—25.03: Фигурное катание — Чемпионат мира (Токио, Япония)
- 31.03—08.04: Кёрлинг — Чемпионат мира среди мужчин (Эдмонтон, Канада)

### Апрель
- 27.04—13.05: Хоккей с шайбой — Чемпионат мира (Москва, Россия)

### Май
- 04.05—06.05: Баскетбол — Финал четырёх Евролиги (Афины, Греция)
- 23.05: Футбол — Финал Лиги чемпионов УЕФА (Афины, Греция)

### Июнь
- 16.06—17.06: Автоспорт — 24 часа Ле-Мана (Ле-Ман, Франция)
- 06.06—24.06: Футбол — Золотой кубок КОНКАКАФ (США)
- 26.06—14.07: Футбол — Кубок Америки (Венесуэла)

### Июль
- 07.07—29.07: Футбол — Кубок Азии (Индонезия, Вьетнам, Таиланд, Малайзия)

### Август
- 07.08—19.08: Бадминтон — Чемпионат мира (Куала-Лумпур, Малайзия)
- 24.08—02.09: Лёгкая атлетика — Чемпионат мира (Осака, Япония)

### Сентябрь
- 03.09—16.09: Баскетбол — Чемпионат Европы (Испания)
- 24.09—07.01: Баскетбол — Чемпионат Европы среди женщин (Италия)

### Октябрь
- 14.10: Лёгкая атлетика — Чемпионат мира по полумарафону (Удине, Италия)

## Скончались
См. также: Категория:Умершие в 2007 году

### Январь
- 1 — Даррен Уильямс, 24, игрок в американский футбол (р. 1982)
- 2 — Дон Мэссенгейл, 69, американский гольфист (р. 1937)
- 3 — Ирл Рейбел, 76, канадский хоккеист (р. 1930)
- 4 — Сандро Сальвадоре, 67, итальянский футболист (р. 1939)
- 4 — Ян Шрёдер, 65, голландский велогонщик (р. 1941)
- 6 — Марио Данело, 21, игрок в американский футбол (р. 1985)
- 6 — Ивон Дюрель, 77, канадский боксёр (р. 1929)
- 7 — Бобби Гамильтон, 49, американский гонщик НАСКАР (р. 1957)
- 8 — Глория Коннорс, 82, американская теннисистка и тренер (р. 1924)
- 9 — Елена Петушкова, 66, советская олимпийская чемпионка в конном спорте (р. 1940)
- 10 — Рэй Бэк, 75, игрок в американский футбол (р. 1931)
- 11 — Кеба Мбайе, 82, сенегальский вице-президент МОК (р. 1924)
- 16 — Бенни Пэрсонс, 65, американский гонщик НАСКАР и комментатор (р. 1941)
- 17 — Геннадий Шалимов, 59, советский футболист (р. 1947)
- 21 — Мария Чонкан, 29, румынская атлетка (р. 1977)
- 22 — Рамон Марсал, 72, испанский футболист (р. 1934)
- 26 — Лорн «Гамп» Ворсли, 77, канадский хоккеист (р. 1929)
- 27 — Ян Чуаньгуан, 73, тайваньский десятиборец (р. 1933)
- 27 — Елена Романова, 43, российская атлетка (р. 1963)
- 28 — Баринов, Борис Фёдорович, 59, советский российский хоккеист (с мячом), тренер (р. 1947)
- 29 — Арт Фаулер, 84, американский бейсболист (р. 1922)

### Февраль
- 2 — Масао Такемото, 87, японский гимнаст (р. 1919)
- 4 — Карлос Сильва, 72, португальский футбольный функционер (р. 1934)
- 4 — Стив Барбер, 68, американский бейсболист (р. 1938)
- 4 — Хосе Карлос Бауер, 72, бразильский футболист (р. 1925)
- 6 — Вольфганг Бартелс, 66, германский горнолыжник (р. 1940)
- 7 — Томми Джеймс, 83, игрок в американский футбол (р. 1923)
- 9 — Бруно Руффо, 86, итальянский мотогонщик (р. 1920)
- 12 — Паоло Пилери, 63, итальянский мотогонщик (р. 1944)
- 12 — Георг Бушнер, 81, германский футболист и тренер (р. 1925)
- 22 — Деннис Джонсон, 52, игрок в американский футбол (р. 1954)
- 24 — Дэмьен Нэш, 24, игрок в американский футбол (р. 1982)

### Март
- 1 — Мануэль Бенто, 58, португальский футболист (р. 1948)
- 2 — Клем Лэбин, 80, американский бейсболист (р. 1926)
- 3 — Бенито Лоренци, 81, итальянский футболист (р. 1925)

### Май
- 12 — Ковалёв, Виктор Николаевич, 53, советский и российский хоккеист (с мячом), тренер (р. 1953)

### Июнь
- 22 — Нэнси Бенуа, 43, американская женщина-рестлер и менеджер реслинга (р. 1964)
- 24 — Крис Бенуа, 40, американский рестлер (р. 1967)